# Igreja de São Vicente de Aljubarrota
A Igreja de São Vicente de Aljubarrota situa-se na vila e freguesia de Aljubarrota, município de Alcobaça. Localiza-se na saída norte da vila, na estrada em direcção a Leiria.
Este templo foi criado em 1549, tendo sucedido a um ermida do século XII, com a mesma evocação. A construção desta igreja foi exigência da população que pretendia a criação de uma segunda freguesia em Aljubarrota, com uma igreja própria, no séc XVI. Este templo foi remodelado no início do sé. XX, e reconstruído em 1972, tendo o interior e o exterior sido modificados.
É um templo de fachada simples, com uma torre quinhentista encimada por um invulgar coruchéu em forma de "tiara" ou de três coroas sobrepostas.